# Oonotus adspersus
Oonotus adspersus is een keversoort uit de familie vliegende herten (Lucanidae). De wetenschappelijke naam van de soort is voor het eerst geldig gepubliceerd in 1857 door Carl Henrik Boheman.